# Мосхато
Мосха́то (грец. Μοσχάτο) — муніципалітет на півдні Афін, розташований на північ від бухти Фалірон між річками Кіфісос і Ілісос. Передмістя зв'язане зі столицею Греції станцією метро.
Поселення виникло на місці сільськогосподарських угідь у 1920-тих. Мосхато має дві великі міські площі: Стару Площу й Нову Площу, кілька шкіл та ліцеїв, гімназію, кілька банків, пошту. Щорічний міський ярмарок проводиться 6 серпня. Мосхато відоме своїм карнавалом, що проходить щороку за два тижні до чистого понеділка і на який збираються творчі колективи з різних кутків Греції та представники заморських грецьких громад.

## Населення
| Рік  | Населення |
| ---- | --------- |
| 1941 | 12 913    |
| 1981 | 21 138    |
| 1991 | 22 039    |
| 2001 | 23 153    |